# Réserve nationale Los Flamencos
La réserve nationale Los Flamencos est une réserve naturelle située sur la commune de San Pedro de Atacama dans la région d'Antofagasta dans le nord du Chili.
La réserve couvre une superficie totale de 740 km2 dans l'écorégion Puna sèche des Andes centrales et est divisé en sept sections.

## Sections

### Salar de Tara-Salar de Aguas Calientes

Le Salar de Tara.

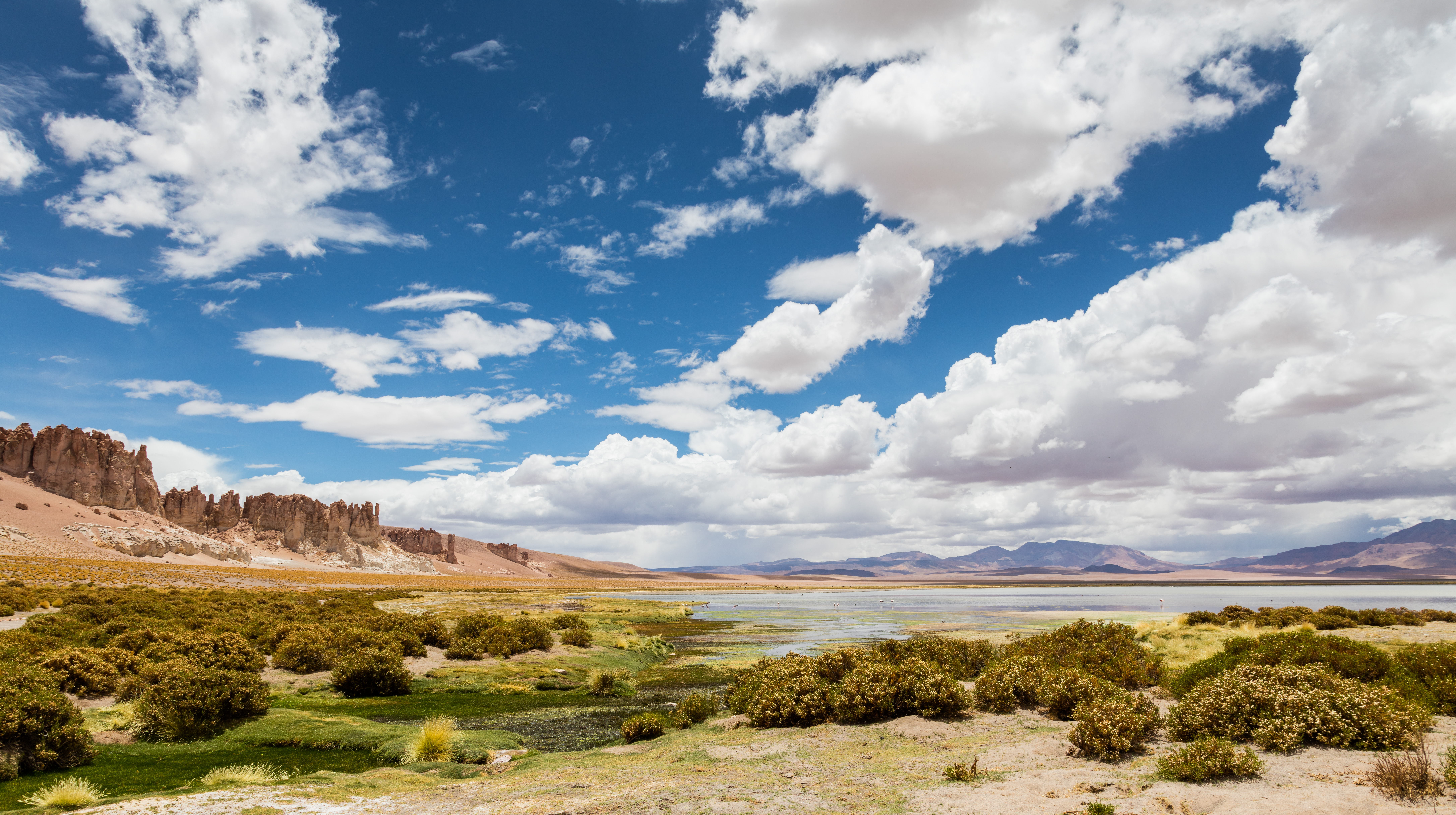
Les cathédrales de Tara.

Cette section est composée de deux déserts de sel : Tara à 23° 05′ S, 67° 15′ O et Aguas Calientes à 23° 07′ S, 67° 25′ O.
En 1996, le Salar de Tara est désigné zone humide d'importance internationale par la convention de Ramsar. Plusieurs lacs permanents et saisonniers sont situés dans la région. Le lac Tara est le principal d'entre eux, il est alimenté par le río Zapaleri.
Le Salar de Tara abrite diverses espèces rares et en danger d'extinction, parmi lesquelles la viscache des montagnes, la vigogne et le nandou de Darwin. D'autres, telles que l'ouette des Andes, la foulque cornue, la mouette des Andes, le tinamou quioula et trois espèces de flamands vivant au Chili, sont considérées comme vulnérable. Les statuts de conservation de Ctenomys fulvus et du renard de Magellan sont inconnus. Ce dernier est présent dans chacune des sections de la réserve.
L'érosion due au vent est importante dans cette zone.

### Salar de Pujsa
Le Salar de Pujsa est un désert de sel situé à 23° 12′ S, 67° 32′ O au nord-est du volcan Acamarachi. Ce désert de sel reçoit les eaux des criques Quepiaco et Alitar. Le site est inscrit sur la convention de Ramsar en 2009. Les oiseaux qui migrent d'un hémisphère à l'autre utilisent les déserts de sel et leurs environs comme aire de repos, parmi lesquels le Phalarope de Wilson.

Le salar de Pujsa. Au fond, l'Acamarachi.

### Lagunas Miscanti y Miñiques

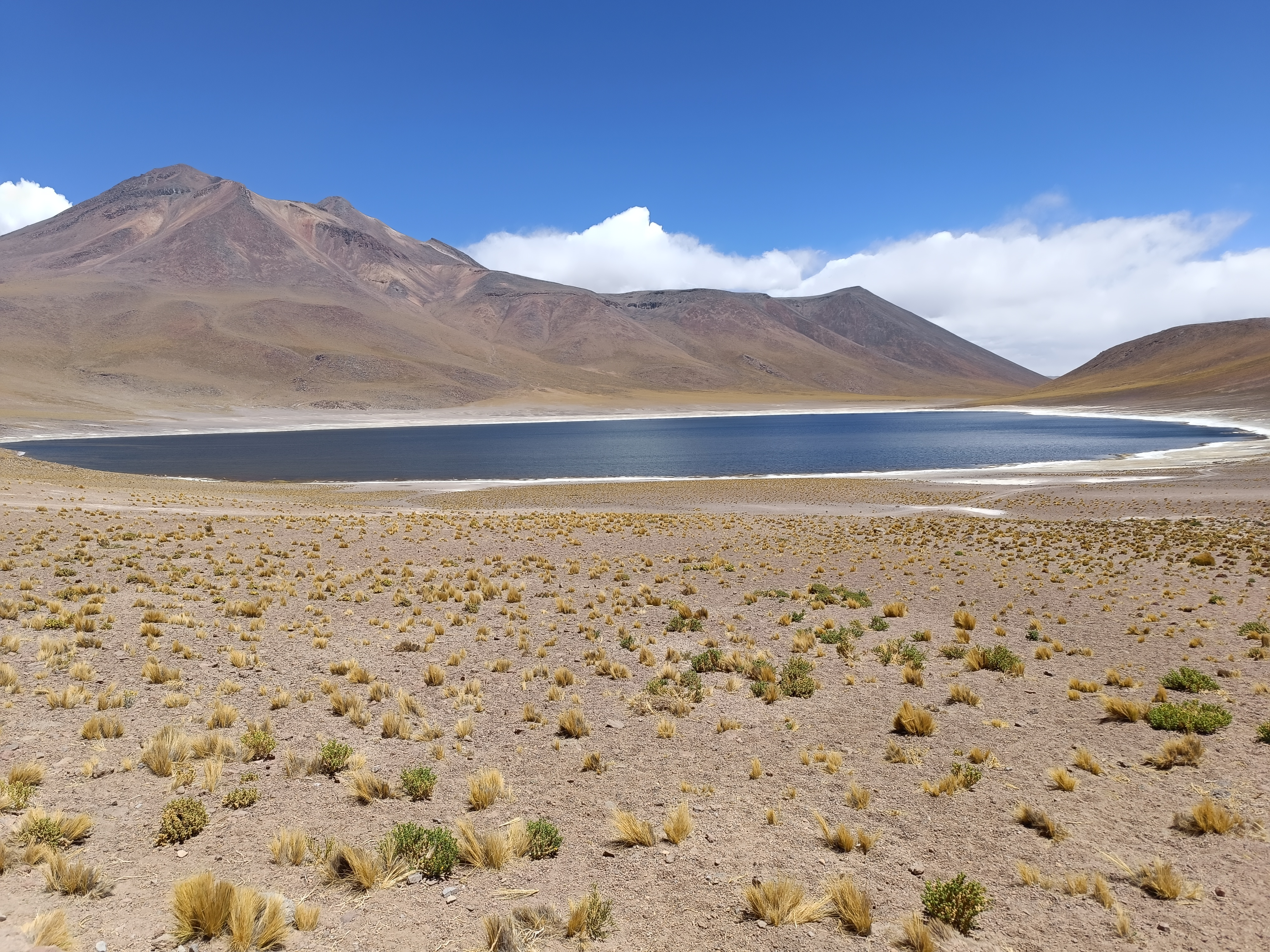
Laguna Miñiques.

Cette zone comprend les lagunes de Miscanti à 23° 43′ S, 67° 46′ O et de Miñiques à 23° 46′ S, 67° 47′ O situées au pied du Cerro Miscanti et du volcan Miñiques. Cette section est située à proximité du Salar de Talar et de la Laguna Lejía.
Cette partie de la réserve abrite une grande variété d'espèces d'oiseaux, parmi lesquelles flamant des Andes, flamant du Chili, foulque cornue, grèbe aux belles joues, mouette des Andes et sicale olivâtre.

### Salar de Atacama, section Soncor
La Laguna Chaxa est située dans cette partie de la réserve, tout comme le Salar de Atacama.
La Laguna Chaxa est l'habitat d'espèces d'oiseaux parmi lesquelles flamants des Andes, flamants du Chili, avocette des Andes, sarcelle tachetée, Crested Duck, pluvier de la puna et bécasseau de Baird.
Le Sistema hidrológico de Soncor (système hydrologique de Soncor), tout comme le Salar de Tara, est un site de la convention de Ramsar. Il comprend quatre lacs salés peu profonds.

### Valle de la Luna
Des Thylamys pallidior peuvent être observés dans cette zone.
Cette partie de la réserve comprend le site archéologique de Tulor.

### Tambillo
Elle est composée principalement de la forêt Tamarugo (Prosopis tamarugo).

## Galerie

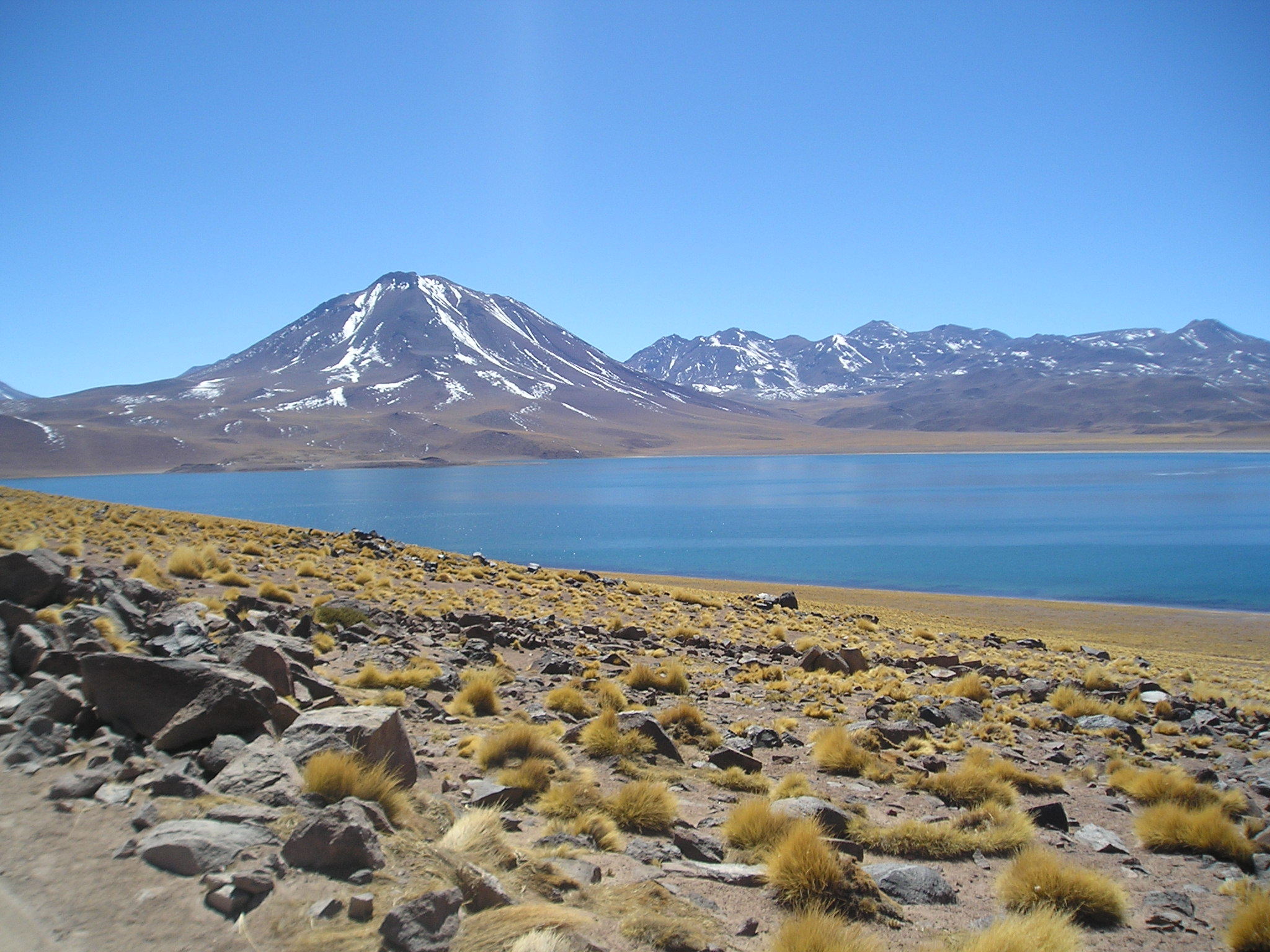
La Laguna Miscanti et le Cerro Miscanti.
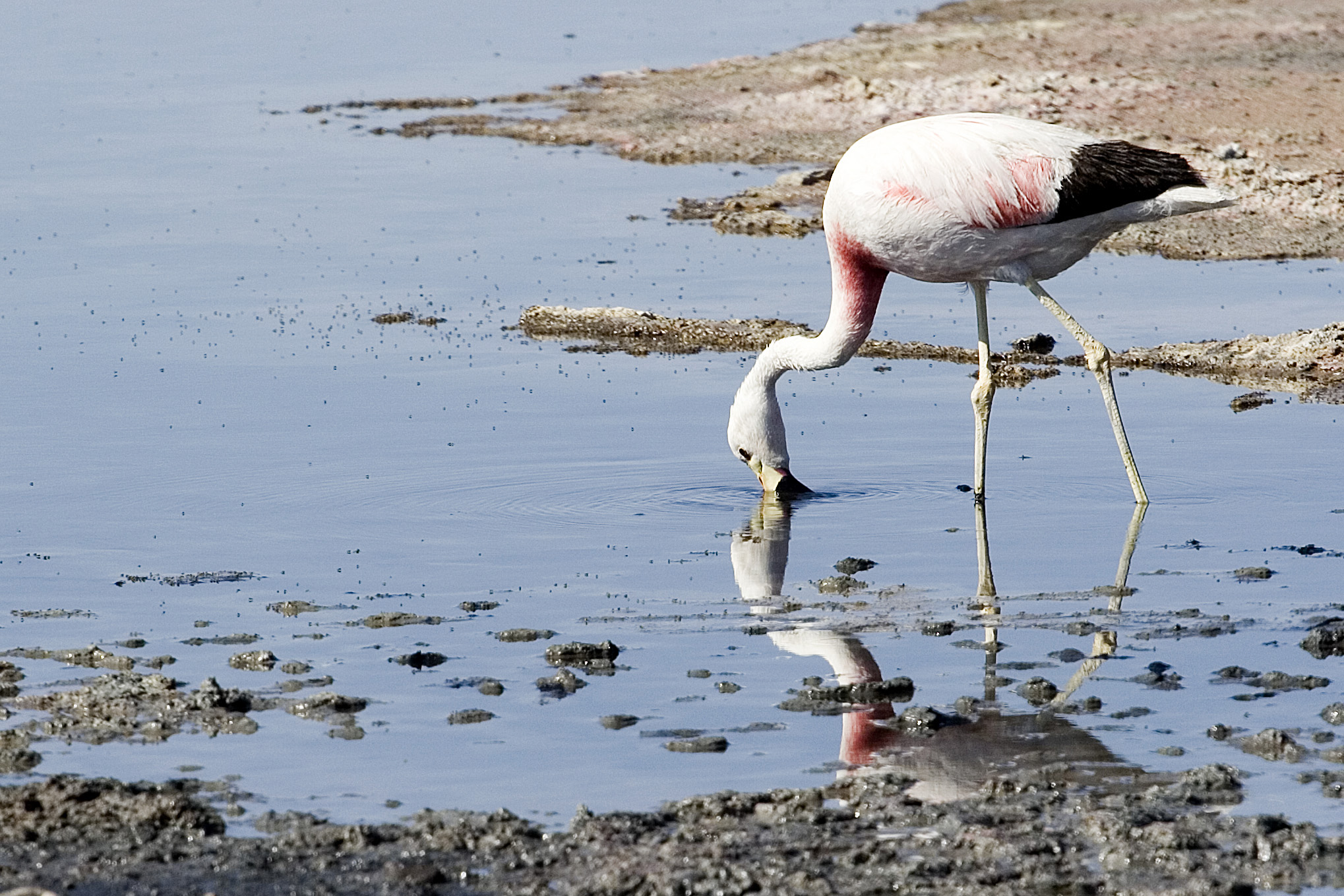
Flamant des Andes au Salar de Atacama.
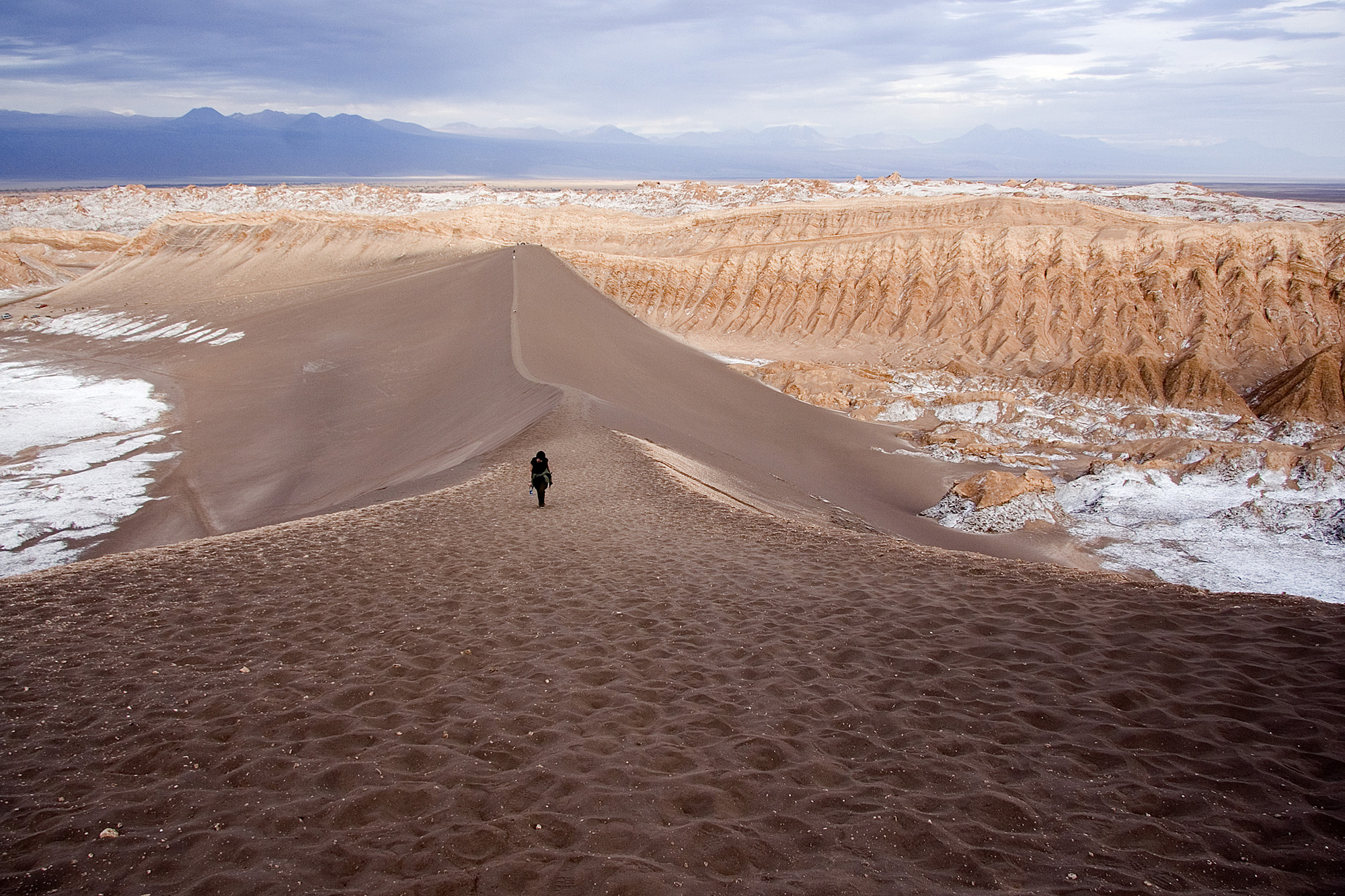
Valle de la Luna.
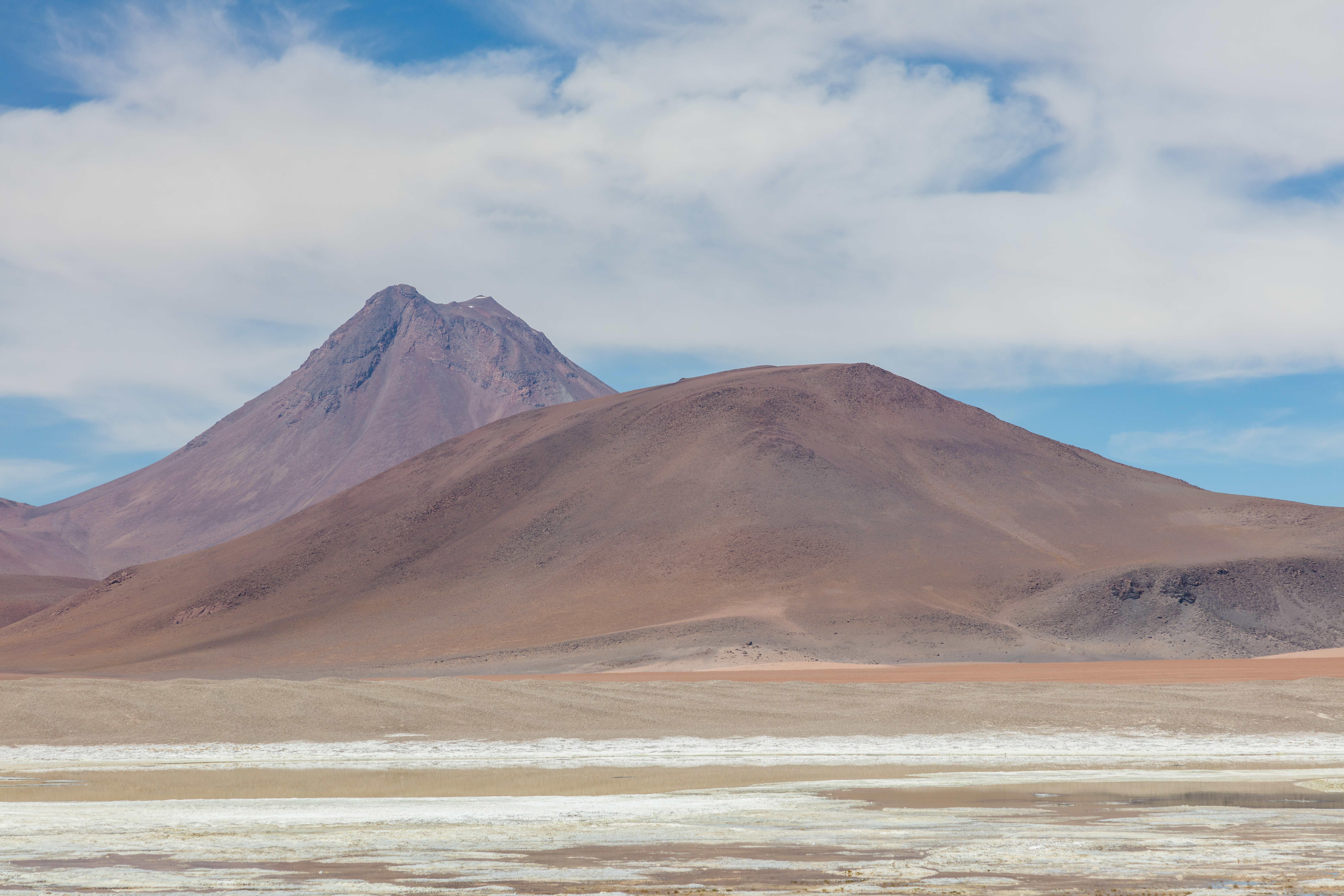
Salar de Pujsa.
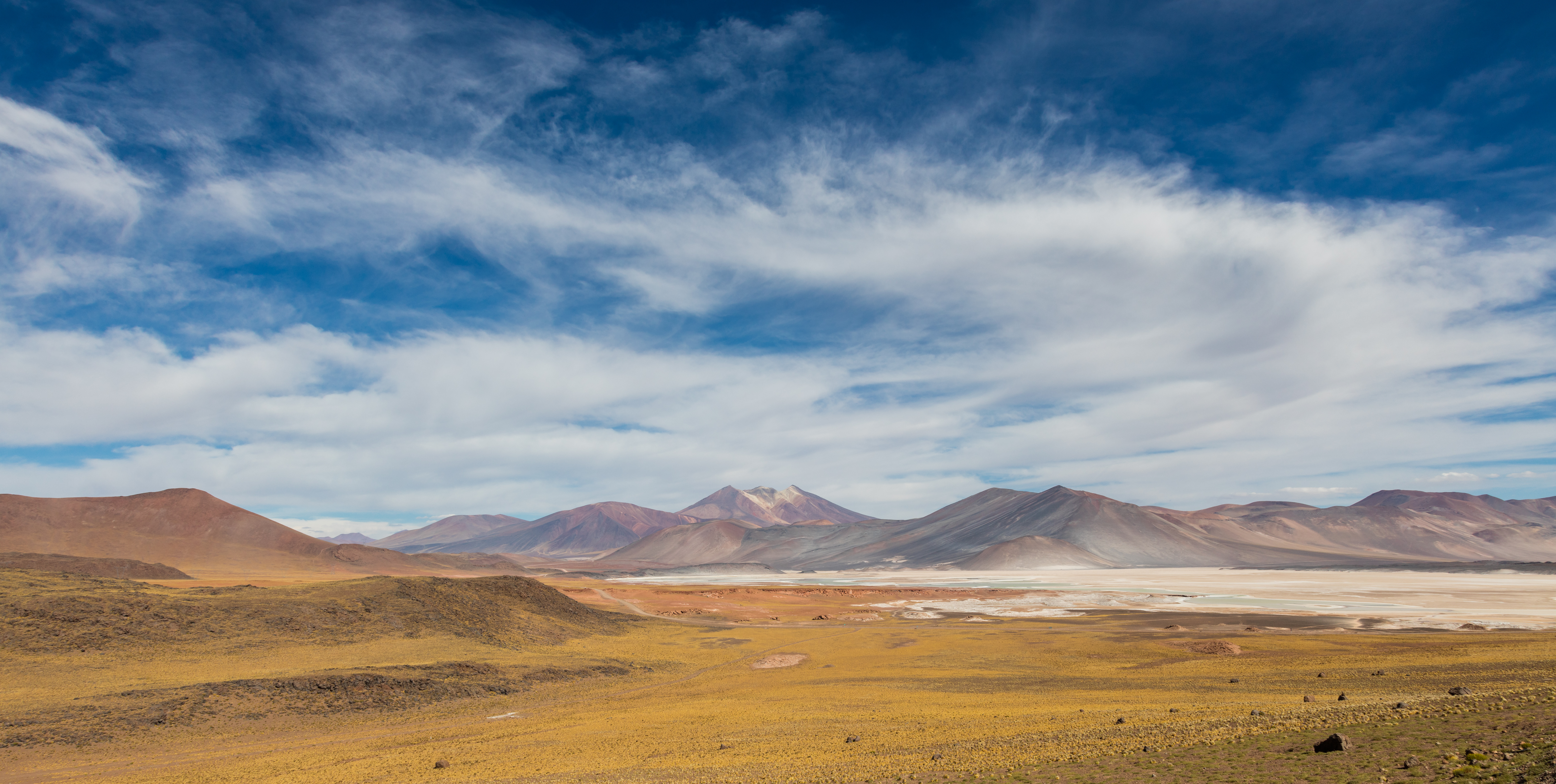
Salar de Aguas Calientes.
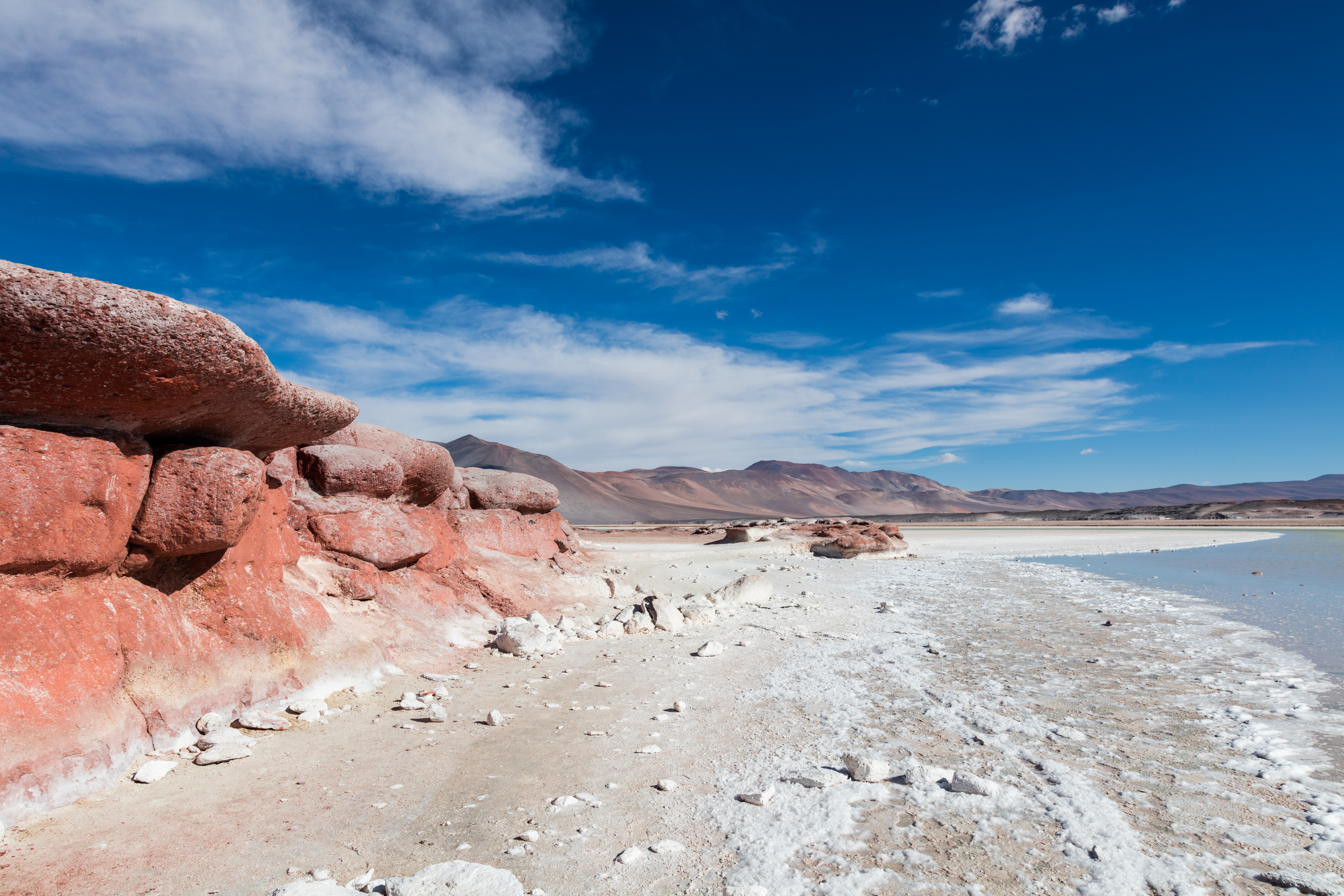
Piedras Rojas.